# Bernstadt
Bernstadt település Németországban, azon belül Baden-Württembergben. Lakosainak száma 2334 fő (2023. december 31.).

## Népesség
A település népessége az elmúlt években az alábbi módon változott:
| Lakosok száma | 1119 | 1294 | 1477 | 1633 | 1590 | 1702 | 1920 | 2020 | 2122 | 2334 |
|               | 1961 | 1967 | 1974 | 1980 | 1987 | 1993 | 2000 | 2006 | 2013 | 2023 |